# Monaco-Vergleich
Monaco-Vergleich (auch als Druck-Vergleich, Chicago-Vergleich, Las-Vegas-Vergleich, Monte-Carlo-Vergleich bezeichnet) ist die volkstümliche Bezeichnung für eine bestimmte Regelung im Rahmen eines juristischen Vergleichs im Sinne des § 779 BGB. In der Literatur wird auch teilweise von Mindestbetragsklausel gesprochen.
Dabei erklärt der Gläubiger, auf einen Teil seiner Forderung zu verzichten, soweit der Schuldner einen Teil seiner Verbindlichkeit in einer Rate oder in mehreren regelmäßigen Raten zurückzahlt bzw. den vereinbarten Mindestbetrag bis zu einem gewissen Termin bezahlt. Wenn der Schuldner jedoch eine Rate oder den Mindestbetrag verspätet oder gar nicht leistet, wird der gesamte geschuldete Betrag (abzüglich bereits bezahlter Raten) oder ein anderer vereinbarter höherer Betrag sofort fällig. Rechtlich handelt es sich um einen unter aufschiebender oder auflösender Bedingung geschlossenen Erlassvertrag (§ 397 Abs. 1 BGB).
Auch hier gilt das Abstraktionsprinzip: Selbst wenn der Vergleich als Rechtsgrund für den Erlassvertrag unwirksam sein sollte, bleibt der Erlassvertrag hiervon grundsätzlich unberührt.
Mit Beschluss vom 23. Oktober 2008 hat der Bundesgerichtshof entschieden, dass dann, wenn die Parteien sich auf einen Forderungsverzicht des Gläubigers bei fristgemäßer Zahlung eines Teilbetrags durch den Schuldner verständigen („Las Vegas-/Monte Carlo-Vergleich“), es unvereinbar mit Treu und Glauben ist, wenn der Gläubiger bei geringfügiger Überschreitung der Zahlungsfrist (hier: 1 Stunde und 47 Minuten) die gesamte Forderung geltend macht.
Es ist hierbei auch zulässig (wenn es auch in der Praxis häufig übersehen wird), die darauf basierende Kostenregelung unter den oben genannten Vorbehalt zu stellen, das heißt der Gläubiger kommt dem Schuldner auch bei der Kostenfrage entgegen, sofern der Schuldner die Zahlungsmodalitäten in der Hauptsache einhält. Bei Nichteinhaltung der Zahlungsmodalitäten wird der Schuldner wieder voller Kostenschuldner.